# Mamadou Doumbia (ur. 1980)
Mamadou Doumbia (ur. 3 grudnia 1980 w Abidżanie) – iworyjski piłkarz występujący na pozycji obrońcy.
Wraz z zespołem ASEC Mimosas siedem razy zdobył mistrzostwo Wybrzeża Kości Słoniowej (2000, 2001, 2002, 2003, 2004, 2005, 2006), a także dwa razy zwyciężył w rozgrywkach Pucharu Wybrzeża Kości Słoniowej (2003, 2005).
W barwach FC Istres oraz Le Mans FC rozegrał łącznie 133 spotkania i zdobył 10 bramek w Ligue 2.
W reprezentacji Wybrzeża Kości Słoniowej zadebiutował 6 lutego 2007 w wygranym 1:0 towarzyskim meczu z Gwineą. W drużynie narodowej rozegrał cztery spotkania, wszystkie w 2007.